# Pagerkasih
Pagerkasih is een bestuurslaag in het regentschap Tegal van de provincie Midden-Java, Indonesië. Pagerkasih telt 1704 inwoners (volkstelling 2010).